# Riemenschneiden

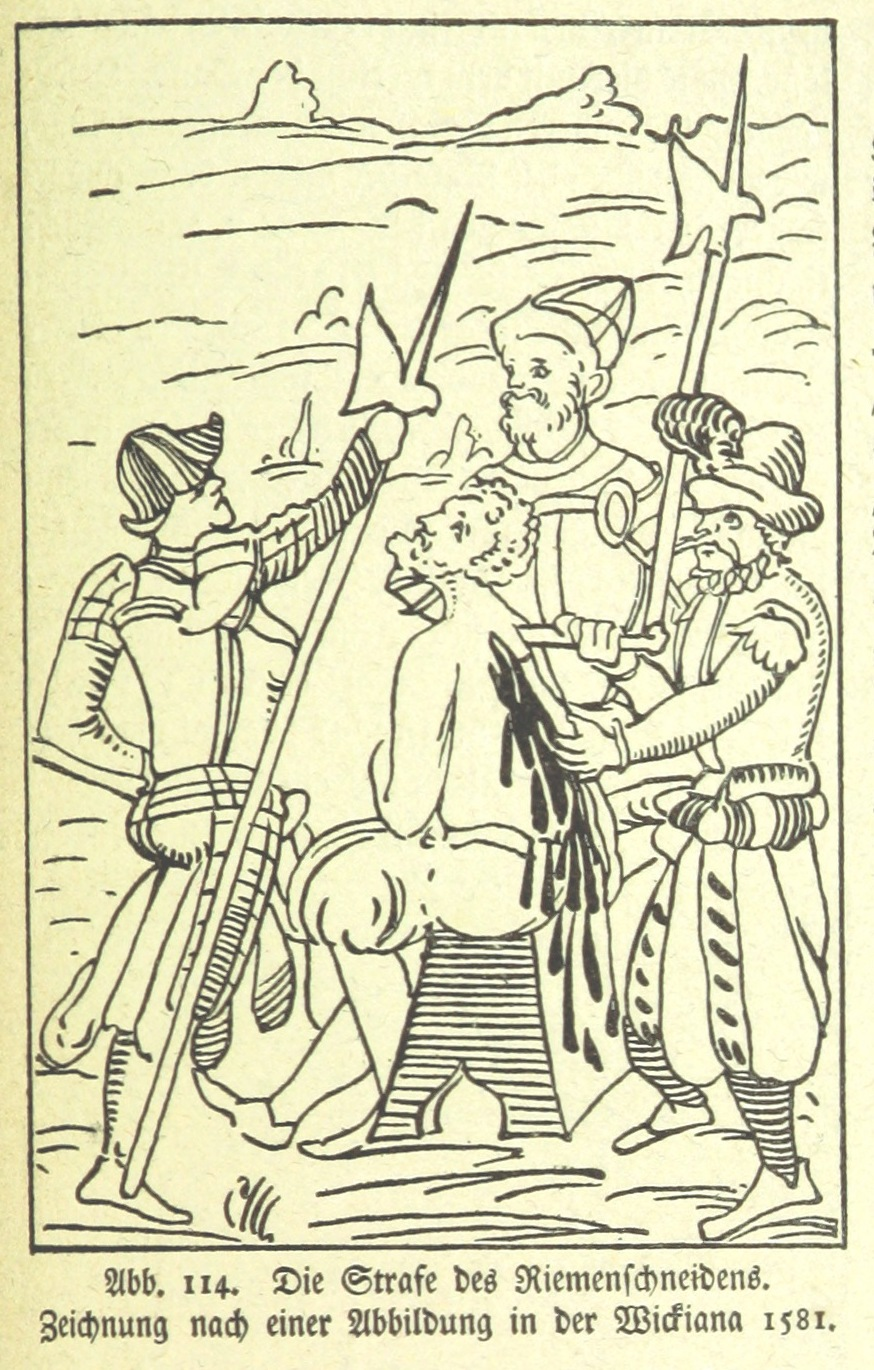
Die Strafe des Riemenschneidens, Zeichnung nach einer Abbildung in der Wickiana, 1581

Riemenschneiden ist eine Folter- oder Leibesstrafe (Verstümmelungsstrafe), bei der man Streifen (Riemen) aus der Haut herausschnitt.
Das Riemenschneiden wurde grundsätzlich nur als Strafverschärfung zusätzlich zu anderen Strafen verwandt. Im Codex Austriacus, der österreichischen Gesetzessammlung für die Zeit bis 1770, steht: „kombt aber ein absonderlich grosses verbrechen […] soll der richter die ordinari straff […] durch […] riemen schneiden … vermehren“. So wurde Peter Nirsch wegen 520 gestandener Morde ab dem 16. September 1581 für die Dauer von drei Tagen unter Folter, unter anderem Riemenschneiden, Zufügen von Verbrennungen und Rädern, hingerichtet.